# Allen Dulles
Allen Welsh Dulles, född 7 april 1893 i Watertown, New York, död 29 januari 1969 i Washington, D.C., var en amerikansk jurist och underrättelsechef. Mellan 1953 och 1961 var han chef för CIA. 1963 utsågs han till ledamot av Warrenkommissionen som fick i uppdrag att utvärdera bevismaterialet rörande mordet på John F. Kennedy. Han var yngre bror till den republikanske utrikesministern John Foster Dulles.